# Kári á Rógvi
Kári á Rógvi (født 4. maj 1973 i Tórshavn, død 14. februar 2015) var en færøsk professor og politiker fra Sjálvstýrisflokkurin.
Han var fra 2014 til sin død i februar 2015 professor i jura ved Fróðskaparsetur Føroya, før det var han ansat fra 2008 til 2014 som lektor i retsvidenskab samme sted. Han har også forelæst ved Háskóli Íslands og Háskóli Akureyrar i Island. Kári á Rógvi blev uddannet cand.jur. fra Københavns Universitet fra 1998 og fik graderne Master of Laws (LL.M.) fra Aberdeen University fra 1999 og Ph.d. fra Háskóli Íslands fra 2009. Hans doktorgradsafhandling var West-Nordic Constitutional Judicial Review – A Comparative Study of Scandinavian Judicial Review and Judicial Reasoning.
Han var elevrådsleder ved Føroya Studentaskúli og HF-skeið i 1990, præsident i studenterforeningen Føroysk Jura Lesandi, formand for grundejerforeningen Føroya Óðalsfelag til 2007, styremedlem i Foreningen Norden på Færøerne 2004–2008, formand for Streymoyar Sjálvstýrisfelag 2008–2011, indvalgt i Lagtinget 2008–2011, næstformand 2008–2010 og formand 2010–2011 i Sjálvstýrisflokkurin samt redaktør i Tingakrossur 2009–2011, formand for Færøernes Ligestillingsråd (Javnstøðunevndin) fra 2006 til 2008. På Lagtinget var han medlem af Lagtingets udenrigsudvalg og Lagtingets kulturudvalg.
Hans forældre var tidligere bankdirektør Eyðun á Rógvi og Sunneva Dalsgaard. Kári á Rógvi var gift med Jóhanna á Rógvi (født Kristiansen), de fik tre børn, sønnerne Bragi og Bresti og datteren Brindis. Han var bror til Elin á Rógvi og Heri á Rógvi. Han døde efter kort tids sygdom.